# Noovo Info
Noovo Info est un service d'information francophone au Québec. Il découle de l’ouverture de la salle de presse et de la mise en ondes de Le Fil, une émission d'information lancée en 2021. Noovo Info regroupe les informations audiovisuelles, numériques et radiophoniques de Noovo. Les animateurs de Le Fil sont Marie-Christine Bergeron, Lisa-Marie Blais, Michel Bherer et Meeker Guerrier.  

## Historique
Dans un milieu où il y a peu de gros joueurs, les services d'information de Radio-Canada et TVA sont établis depuis des décennies. Noovo Info est le service d'information de Bell Média.

### Noovo.info
Le site web Noovo.info a été mis en ligne en janvier 2022. Plusieurs chroniqueurs se sont joints à Noovo.info depuis son lancement. Par exemple, le Dr Alain Vadeboncoeur, urgentologue, Léa Stréliski, auteure de La vie n'est pas une course, Valérie Beaudoin, chercheure et professeur, analyste de politique américaine, et l’ex-politicien Luc Ferrandez sont publiés sur le site web. Les autres chroniqueurs principaux sont Victor Henriquez, stratège en relations publiques, Kharoll-Ann Souffrant, Yara El-Soueidi, journaliste culturelle et Andrée-Anne Barbeau, chroniqueuse sportive.

## Le Fil
Le Fil est un bulletin de nouvelles télévisé qui vise un public plus jeune que ses concurrents, soit les 25 à 54 ans. Pour atteindre cet objectif, Noémi Mercier affirme vouloir personnaliser la présentation des nouvelles. Selon Alain Saulnier, expert médias et ancien directeur général de l’information de Radio-Canada : « Les jeunes sont sur Internet et sur les réseaux sociaux. Ils n’ont plus cette notion de rendez-vous devant la télévision pour s’informer, ils le font n’importe quand sur leur téléphone ». La moyenne d'âge des téléspectateurs de Le Fil est de 44 ans, alors que Radio-Canada et TVA ont un public âgé d'environ 60 ans.
Le Fil est diffusé à 17h, 22h et 9h le weekend, mais il est aussi disponible en rediffusion. De plus, les auditeurs peuvent filtrer les nouvelles en fonction de leur région. Après un an à l'animation de Le Fil 17, Noémi Mercier a annoncé qu'elle quittait son poste pour se concentrer sur la production de documentaires.